# Game.com
O Game.com é um console portátil da quinta geração lançado pela Tiger Electronics em 12 de setembro de 1997 nos Estados Unidos com jogo Lights Out incluído no pack. A primeira versão do Game.com pode ser conectada a um modem de 14,4 kbit/s para conectividade com a Internet, daí seu nome referenciar o domínio de topo .com. Foi o primeiro console de videogame a incluir uma tela sensível ao toque e o primeiro console portátil a incluir conectividade com a Internet. O Game.com vendeu menos de 300.000 unidades e foi descontinuado em 2000 devido às vendas fracas.

## Jogos
- Batman and Robin
- Centipede
- Duke Nukem 3D
- Fighters Megamix
- Frogger
- Henry
- Indy 500
- Jeopardy!
- Lights Out (Incluindo com a Console)
- The Lost World: Jurassic Park
- Monopoly
- Mortal Kombat Trilogy
- Quiz Wiz: Cyber Trivia
- Resident Evil 2
- Scrabble
- Sonic Jam
- Tiger Casino
- Wheel of Fortune
- Wheel of Fortune 2
- Williams Arcade Classics

### Jogos Cancelados
- A Bug's Life
- Command & Conquer: Red Alert
- Castlevania: Symphony of the Night
- Furbyland
- WCW Whiplash
- Metal Gear Solid
- NBA Hangtime

## Especificações
- Processador Central: Sharp sm8521 de 8-bit
- Ecrã: LCD monocromático touch screen
- Resolução: 192 x 160 pixels.
- Áudio: Som Mono
- Bateria: 4 pilhas tipo AA
- Acesso a Internet: Opcional (Kit de acesso vendido em separado)
- Software incluido: Calculadora, Calendário, Agenda Telefônica, Solitário e o jogo Lights Out.